# Metalway Festival

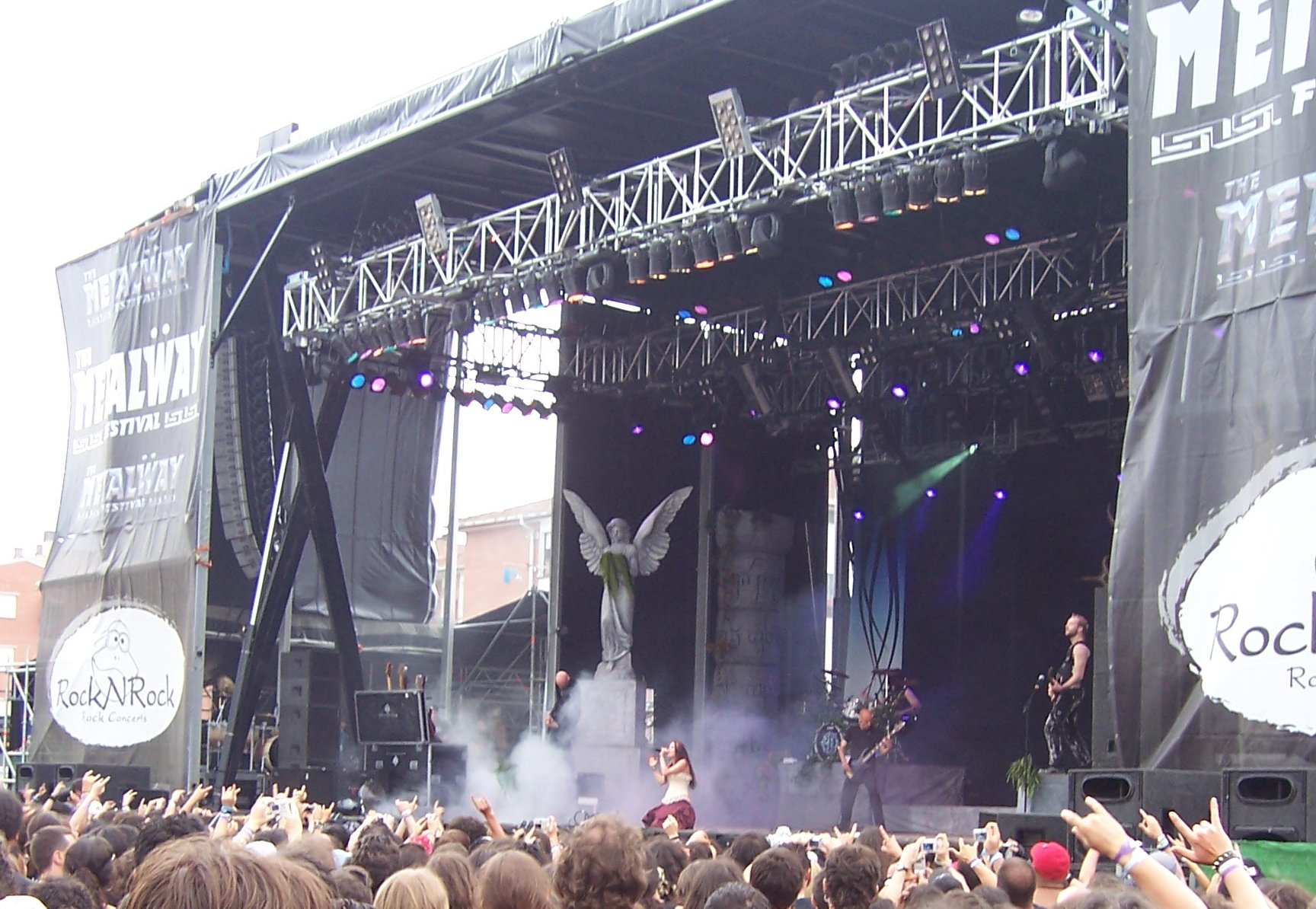
Within Temptation en el Metalway Festival en 2006.

Metalway es un festival musical dedicado exclusivamente al heavy metal y todas sus variantes, celebrado entre 2005 y 2009 en tierras españolas. La primera edición del festival se llevó a cabo en el año 2005, convirtiéndose en el sucesor del festival Metal Manía que se celebró entre 2003 y 2004. En 2008 el festival debió ser suspendido luego de unas pocas horas debido a un torrencial aguacero que azotó a Zaragoza. En 2009 se anunció una nueva versión del festival, con bandas como Ángeles del Infierno, Obús, Sodom, W.A.S.P. y Children of Bodom.

## Programación

### 2005
Accept, Manowar, Korn, Saxon, Motörhead, W.A.S.P., Running Wild, Children Of Bodom, Kreator, Moonspell, Obituary, Sodom, Su Ta Gar, Tierra Santa, Sonata Arctica, Sentenced, Beyond Fear, Primal Fear, Machine Men, Apocalyptica, Labyrinth.

### 2006
Megadeth, Blind Guardian, Annihilator, Ministry, Gamma Ray, Helloween, Kreator, Testament, Stratovarius, Jon Oliva's Pain, Within Temptation, Sodom, Edguy, Rage, Primal Fear, Brainstorm, Arch Enemy, Finntroll, Celtic Frost, The Gathering, My Dying Bride, Moonspell, Nevermore, Metal Church, Axxis, Crucified Barbara, Benedictum, Dark Funeral, Gotthard, Barón Rojo, Dreamaker, Illdisposed, Runic, Hamlet, Koma, Ángeles Del Infierno.

### 2008
Iron Maiden, Slayer, Iced Earth, Avantasia, Avenged Sevenfold, Rose Tattoo, Barón Rojo, Lauren Harris.